# Kováts Gergely Csanád
Kováts Gergely Csanád (Pécs, 1979. december 9. –) magyar táncművész, koreográfus, rendező, pedagógus.

## Életpályája
2001-ben diplomázott a Magyar Táncművészeti Főiskola klasszikus balett és néptánc szakán, illetve ekkor szerezte abszolutóriumát a Magyar Táncművészeti Főiskola és a Színház- és Filmművészeti Egyetem koreográfus és színházi rendező szakán.
1999-2008 között a Magyar Nemzeti Balett táncművésze volt. 2010-2011 között a székesfehérvári Vörösmarty Színház tánckarának vezetője volt, majd 2013-2018 között a Győri Nemzeti Színház koreográfusa. A KFKI Kamarabalett alapító tagja, koreográfusa, vezető szólistája, a Life Dance Theater alapítója, vezetője Rába Diána mellett.
2001 óta a Madách Musical Táncművészeti Iskola és Szakközépiskola vezető tanára, az iskola saját produkcióinak koreográfusa, szólistája. 2010 óta Nemzetközi Show-Musical Tánckurzust tart Szlovákiában. Külföldön vendégszerepelt többek között Mexikóban, Kínában, Montenegróban, Hollandiában, Ausztriában, Szlovákiában, Skóciában, Finnországban.
1996-ban a Ki mit tud? vetélkedő győztese színpadi tánc kategóriában. Háromszoros Show Tánc Világbajnok (1998, 1999, 2000), Show Tánc Világkupa győztes (1999, 2000), Show Tánc Európabajnok (1997). 2006-ban első helyezést ért el a TV2-n futó Megatánc című tehetségkutató show-műsorban. 2008-ban balett-showtánc-modern tánc kategóriában EuróPAS Magyar Táncdíjat kapott.
A magyarországi Dancing With The Stars zsűritagja.

## Főbb koreográfiái
- Eric Idle – John Du Perez: SPAMALOT, avagy a Gyalog galopp musical[10]
- Joel Pommerat: A két Korea újraegyesítése[11]
- László Miklós: Illatszertár[12]
- Földi Béla-Hámor József-Kováts Gergely Csanád-Sárközi Gyula-Kovács Zsolt: Habiszti[13]
- Dés László-Geszti Péter-Grecsó Krisztián: A Pál utcai fiúk [14]
- Böhm György – Korcsmáros György – Horváth Péter – Dés László – Nemes István: Valahol Európában[15]
- Szirmai Albert – Bakonyi Károly – Gábor Andor: Mágnás Miska[16]
- William Shakespeare-Závada Péter-Rudolf Péter: Lóvátett lovagok[17]
- Kálmán Imre: Marica grófnő
- Szörényi Levente – Bródy János: István, a király[18]
- Michael Weller – Michael Korie – Amy Powers – Lucy Simon: Doktor Zsivágó[19]
- Forgács Péter – Kováts Gergely Csanád: Beatles.hu[20]
- Richard Rodgers – Oscar Hammerstein II: A muzsika hangja[21]
- Neil Simon – Marvin Hamlish: Édeskettes hármasban
- Wolfgang Amadeus Mozart: A varázsfuvola
- Stephen Schwartz – John Michael Tebelak: Godspell
- Tim Rice – Andrew Lloyd Webber: Jézus Krisztus szupersztár
- Fred Ebb – Bob Fosse – John Kander: Chicago
- Benny Andersson – Björn Ulvaeus – Tim Rice: Sakk
- Dale Wasserman – Mitch Leigh: La Mancha lovagja
- Kacsóh Pongrác – Heltai Jenő – Bakonyi Károly: János vitéz
- Erkel Ferenc: Hunyadi László[22]
- Joe Masteroff – John Kander – Fred Ebb: Kabaré
- Bertolt Brecht – Kurt Weill: Koldusopera

## Díjai és kitüntetései
- 1996. Ki-Mit-Tud? „színpadi tánc” kategória győztese
- 1997. Showtánc Európa bajnokság 1. hely, Pozsony
- 1997. Showtánc Európa bajnokság 3. hely, Zágráb
- 1998. Showtánc Világbajnokság 1. hely, Czeicin, Lengyelország
- 1999. Showtánc Világkupa 1. hely, Dunaújváros
- 1999. Showtánc Világbajnokság 1. hely, Riesa, Németország
- 1999. Showtánc Európa bajnokság 2. hely, Riesa, Németország
- 2000. Showtánc Világkupa 1. hely, Riesa, Németország
- 2000. Showtánc Világbajnokság 1. hely, Dunaújváros
- 2007. TV2 Megatánc című versenyének győztese
- 2008. EuróPAS Magyar Táncdíj, balett-showtánc-modern tánc kategória

## Érdekességek
Joe Masteroff, John Kander és Fred Ebb Kabaré című musicalét már öt alkalommal koreografálta, legutóbb a finnországi Kuopioi Városi Színházban, mely előadással a produkció elnyerte az év musicale díjat Finnországban.
Musicalek, operettek, operák és balettek mellett prózai darabok mozgás munkáiért is felel, sőt, ő maga is kipróbálhatta magát prózai szerepben Matei Visniec A kommunizmus története elmebetegeknek című darabban 2010-ben, a székesfehérvári Vörösmarty Színházban.
Táncművészként színpadra lépett többek között Morgóként a Hófehérke és a hét törpe című balettben a Magyar Állami Operaházban és a Szegedi Szabadtéri Színpadon, a Macskák musicalben Mefisztulészként a Madách Színházban, Coppelius mesterként a Coppélia című balettben a Bécsi Állami Operaházban és a Magyar Állami Operaházban, de táncolt a Pécsi Balettben Quasimodot is a Notre Dame-i toronyőrben, és látható volt Drosselmeyer professzorként a Diótörőben, Pán Péterként és Hook kapitányként a Pán Péterben több fővárosi színpadon.